# افشانه
افشانه یا اسپری آسم (به انگلیسی: Inhaler) یکی از اشکال مصرف دارو می‌باشد که دارو به شکل گاز استنشاق می‌شود. معمولاً این داروها به صورت مایع تحت فشار در ظرف تولید می‌شوند که در صورت نیاز به داخل بینی یا ریه وارد می‌شوند. چون این داروها به صورت موضعی مصرف می‌شوند اثرات سیستمیک کمتری دارند لذا تولید و استفاده از این شکل دارویی رو به گسترش است.
معمولترین داروهایی که به این شکل تولید می‌شوند داروهای تنفسی مانند افشانه سالبوتامول و اسپری فلوتیکازون هستند یا داروهای موضعی مانند افشانه لیدوکائین.
دانشمندان در تلاش اند تا استفاده از برخی مواد شیمیایی زیان‌آور به شکل افشانه ممنوع شود. آن‌ها معتقدند که مواد شیمیایی درون این قوطی‌ها مانند کلروفلورو کربن به تدریج لایه ازون را از بین خواهد برد.

## جستار های وابسته
- اسپری بدن